# Anton Domenico Gabbiani
Anton Domenico Gabbiani (Florència, 13 de febrer de 1652 - Florència, 22 de novembre de 1726) va ser un pintor italià del barroc tardà.

## Biografia
La seva primera formació com a artista va ser a càrrec del retratista dels Medici, el flamenc Justus Sustermans. Després estudiaria al costat de Vincenzo Dandini. El 20 de maig de 1673 va arribar a Roma, on va estudiar durant tres anys amb Ciro Ferri i Ercole Ferrata a l'Accademia Fiorentina. Allà va poder estudiar l'obra dels grans artistes barrocs de la generació anterior, sobretot Pietro da Cortona i Carlo Maratta, a l'influx dels quals va ser particularment sensible.
Després d'un curt període a Venècia (1678-1679) al costat del retratista Sebastiano Bombelli, el trobem de nou a Florència el 1680. Cap a 1684 comença a treballar com a artista independent. Les seves primeres obres conegudes revelen clarament les seves influències: la grandiositat en la composició de Maratta i el tractament de les figures de Dandini.
Aviat va trobar un excel·lent patró en la persona del príncep hereu Ferran de Mèdici, Gran Príncep de Toscana, que li va encarregar diversos retrats de la família ducal i de diversos personatges de la cort. No obstant això, el gran projecte que va atorgar a Gabbiani va ser la decoració al fresc de la Palazzina Meridiana, als apartaments del príncep al Palau Pitti, on l'artista va poder emprendre una composició de gran abast i complicada iconografia. El seu treball és considerat com l'obra mestra de la seva carrera.
Gabbiani va tenir nombrosos alumnes, entre ells Ignazio Hugford (que també va ser el seu biògraf), Benedetto Luti i Tommaso Redi.

## Obres destacades
- Músics de la cort dels Medicis (1681, Galleria dell'Accademia, Florència)
- Retrat dels músics Vincenzo Olivecciani, Antonio Rivani i Giulio Cavalletti (1681, Galleria dell'Accademia, Florència)
- Anunciació (1684, destruïda, abans al Palazzo Pitti, Florència)
- Glòria de Sant Francesc de Sales (1685, Santi Apostoli, Florència)
- Autoretrat (1685, Corredor Vasariano, Uffizi, Florència)
- Retrat del príncep Ferran de Medicis amb els seus músics (1685, Palazzo Pitti, Florència)
- Retrat d'Ana Maria de Medicis (1685, Palazzo Pitti, Florència)
- Retrat de tres músics de la cort dels Medicis (c. 1685, Palazzo Pitti, Florència)
- Retrat de cortesans de la cort dels Medicis (1685-1690, Uffizi, Florència)
- Retrat de tres músics de la cort dels Medicis (1687, Galleria dell'Accademia, Florència)
- Mercuri presenta la Pau a Júpiter a l'Olimp (1691, Palazzo degli Alberti, Prato)
- Frescos de la Palazzina Meridiana (1692-1693, Palazzo Pitti, Florència)
  - El Temps exalta la Ciència i expulsa la Ignorància: Celebració de Galileu i els seus descobriments
- Apoteosi de Cosme el Vell (1698, Sala dona Pranzo, Vila medicea de Poggio a Caiano), fresc.
- Rapte de Ganimedes (1700, Uffizi, Florència)
- Presentació de Jesús al Temple (1716, Museu Cívic, Pistoia)
- Autoretrat (1717, Uffizi, Florència)
- La Verge ofereix l'hàbit als fundadors de l'Ordre dels Servents de Maria (1718, Uffizi, Florència)
- Trànsit de Sant Josep (1723, Galleria dell'Accademia, Florència)